# زاغليبيوفسكي بارك سبورتوي
زاغليبيوسكي بارك سبورتوي ، المسمى رسميًا آرسيلور ميتال بارك لأسباب تتعلق بالرعاية، هو مجمع رياضي في شرودولا ، سوسنوفييتس ، بولندا وهو موطن زاغليبي سوسنويتش . يتكون المجمع من ملعب لكرة القدم وساحة لهوكي الجليد وساحة داخلية.

## ملعب كرة القدم
بسعة 11.547 ملعب كرة قدم هو المكان الرئيسي للمجمع. إنها موطن فريق زاغليبي سوسنويتش لكرة القدم، ولكنها ستستضيف أيضًا مباريات راكو شيستوشوفا على أرضه في المسابقات الأوروبية، حيث أن ملعب راكو ملعب ميجسكي بيلكارسكي "راكو" لا يلبي متطلبات الاتحاد الأوروبي لكرة القدم . 
تم افتتاح الملعب بمباراة زاغليبي سوسنويتش vs. جي كيه إس كاتوفيتشي الدوري البولندي الدرجة الثانية التي شاهدها 11600 متفرج. 

## الملعب الشتوي
الملعب الشتوي ( (بالبولندية: Stadion Zimowy) : Stadion Zimowy
) هي ساحة هوكي الجليد الداخلية . تم افتتاحه في 10 يونيو 2023. إنها تلبي متطلبات الاتحاد الدولي للهوكي وهي موطن فريق الهوكي زاغليبي سوسنويتش . 

## أرينا سوسنوفييتس
أرينا سوسنوفييتس هي ساحة داخلية. تلبي الساحة متطلبات إقامة مباريات الكرة الطائرة وكرة السلة. 